# 馬場典子
馬場 典子（ばば のりこ、1974年4月27日 - ）は、日本のフリーアナウンサー、大阪芸術大学教授。元日本テレビアナウンサー。

## 人物
東京都豊島区出身。女子学院中学校・高等学校、早稲田大学商学部商学科（マーケティング専攻）卒業。身長160cm。高校時代の同級生にアナウンサーの膳場貴子、漫画家の辛酸なめ子がいる。大学時代は成績優秀で、卒業時に表彰された。
大学卒業後の1997年（平成9年）4月、アナウンサーとして日本テレビ放送網に入社。同期入社には、蛯原哲、菅谷大介、長谷川憲司（現：三井物産社員）、河本香織（現：営業局）らがいる。馬場は日本テレビの女子アナ同士で結成したユニット「BORA」のメンバーで、地上デジタル放送推進大使も務めていた。
2008年（平成20年）2月には第2回東京マラソンへ出場、5時間42分57秒で完走した。
2014年（平成26年）3月28日、担当していた『ZIP!』を降板。4月11日、同年6月末に日本テレビを退社し、2014年7月にフリーアナウンサーに転身することを発表。フリー転向後はアミューズに所属。2014年9月5日放映の『ライオンのごきげんよう』(フジテレビ)がフリー転向後初の日テレ以外の他局出演番組であった。
2015年（平成27年）4月、大阪芸術大学放送学科教授に就任。
2016年7月24日、『FNS27時間テレビ』で行われた「全国女子アナインテリセンター試験」（『林修先生からの挑戦状！　ネプリーグ真夏の女子アナセンター試験』）で、参加した女子アナたち20名の中で、本番前の事前テスト1位、本番でも1位に選ばれた。

## 出演

### テレビ番組
〇印は、出演中    
- 歌謡プレミアム（BS日テレ、2013年4月1日 - ） - 司会〇
- ゴゴスマ -GO GO!Smile!-（CBC制作・TBS他、2017年1月20日 - ） - アシスタント〈金曜日+α担当〉[注 1]
- 世界は今 JETROグローバル・アイ（日経CNBC、2017年4月 - ） - 司会〇
- あさイチ（NHK総合テレビ、2018年7月4日 - ） - プレゼンター（リポーター）〇
- ワイドナショー（フジテレビ、2014年9月28日）
- ネプリーグ（フジテレビ、不定期出演）
- 週刊ニュースリーダー（テレビ朝日、不定期出演）
- プレバト!!（毎日放送、不定期出演）
- 東大王（TBSテレビ、不定期出演）
- ぐるぐるナインティナイン（ピッタンコチョイス＋司会、2011年6月16日 - ）
- C-Mania（ナレーション）隔週
- 火曜サプライズ
- わが心の聖地～思いの道 願いの道～（BS日テレ、2013年10月1日 - ） - ナレーター
- シンフォニアテクノロジー株式会社 創業100年記念特別番組『技術オリエンテッドの100年』（2017年5月27日、三重テレビ）
- 世界は今 JETROグローバル・アイ（日経CNBC、2017年）
- 今度生まれたら 第1話 (2022年5月8日、NHK BSプレミアム・BS4K) -　春野トモ子 役

### ラジオ番組
- GIFT〜未来への贈り物〜（TBSラジオ、2021年9月27日 - 2022年9月23日[11]）
- 大塚製薬 ニュートラシューティカルズ事業部 presents 私 からだ 上手にやさしくつきあえる毎日を。〜女性の健康や更年期について語ろう〜（朝日放送ラジオ、2022年12月3日 - [12]）
- おはよう定食・おはよう一直線（TBSラジオ、2025年1月31日、2月6日・7日・13日・14日、3月20日・21日）

### 日本テレビ勤務時の出演番組
- SUPER SURPRISE
- ジパングあさ6
- あさ天5
- ズームイン!!SUPER
- Donna
- ザ!世界仰天ニュース（初代アシスタント）
- NNNきょうの出来事
- 大笑点（大相撲汐留場所実況）
- 大家族 石田さんチが大騒ぎ
- 横浜国際女子駅伝（レポーター）
- グラチャンバレー（レポーター）
- Gyu!と抱きしめたい!（Gyu!とくるランキング）
- でじたるのバカ×2
- 天才!!カンパニー
- ヒットメーカー 阿久悠物語（劇中番組アナウンサー役）
- THE・サンデー （芸能コーナー→スポーツキャスター→司会、1999年4月 - 2008年9月28日）
- ラジかるッ×ポシュレ
- デジタルの根性
- ご存じですか（不定期）
- ズームイン!!サタデー（ニュースキャスター、2008年10月4日 - ）
- おもいッきりDON（司会、2009年10月 - 2010年3月）
- DON!（司会、2010年4月 - 2011年3月）
- 3.11 その日、石巻で何が起きたのか〜6枚の壁新聞（2012年3月6日）
- キユーピー3分クッキング（NTVバージョン、1999年4月 - 2010年3月27日[13]、2012年1月4日[14] - 6月12日[15]）
- ZIP!（ニュースキャスター、2011年4月1日 - 2014年3月28日）月曜日 - 金曜日

地上デジタル放送推進大使として出演
- 関口宏の東京フレンドパークII（2008年7月7日、TBS系）
- めちゃ×2イケてるッ!（2009年11月28日、フジテレビ系）

### CM
ORICON NEWS CM出演情報より
- モスバーガー「モスチキンパック」（2022年11月）
- 久原醤油「あごだしつゆ」ヒルナンデス!スタジオCM（2022年11月）
- 湘南美容外科クリニック（2022年4月・10月）
- スカイネット「明月庵銀座「田中屋」監修 華ぎんざ」（2022年9月）
- ファンケル「パーソナルワン」ヒルナンデス!スタジオCM（2022年8月）
- 花王（シューイチスタジオCM）
  - 「ディープクリーン 泡ハミガキ」（2021年5月）
  - 「ディープクリーン すき間プレミアム」（2021年10月、2020年4月）
  - 「ディープクリーン 薬用ハミガキ 口臭ケア」（2021年12月）
  - 「ディープクリーン 薬用ハミガキ つや美白」（2019年11月）
  - 「ディープクリーン・薬用ハミガキ」（2018年11月）
  - 「ビオレ 冷シート」（2018年7月）
  - 「ソフィーナ ボーテ 高保湿化粧水」ヒルナンデス!スタジオCM（2016年10月）
  - 「ソフィーナ iP 美活パワームース」ヒルナンデス!スタジオCM（2016年5月）
  - 「est パウダーファンデーション シルキースムース」ヒルナンデス!スタジオCM（2016年3月）
  - 「est アクティベートサーキュレーター」ヒルナンデス!スタジオCM（2015年9月）
  - 「est美肌WAY」ヒルナンデス!スタジオCM（2015年2月）
  - 「セグレタ プレミアムスパフォーム シャンプー」ヒルナンデス!スタジオCM（2020年10月）
- ライオン
  - 「バファリン・プレミアム」スッキリスタジオCM（2021年6月、2017年10月）
  - 「hadakara ボディーソープ」シューイチスタジオCM（2020年6月）
- 資生堂
  - 「インテグレート グレイシィ プレミアムBBクリーム」（2021年3月）
  - 「TSUBAKI プレミアムリペアマスク」ヒルナンデス!スタジオCM（2020年3月）
- コーセーマルホファーマ「カルテHD 高保湿化粧水」ヒルナンデス!スタジオCM（2020年11月）
- ヤマザキビスケット「Noir（ノアール）」ヒルナンデス!スタジオCM（2020年11月）
- NTTドコモ
  - 「はじめてスマホ割」ゴゴスマのCM（2020年3月）
  - 「dカードGOLD」シューイチスタジオCM（2019年9月）
- 明治
  - 「明治プロビオヨーグルトR-1」ヒルナンデス!スタジオCM（2020年1月）
  - 「おいしい低脂肪乳」シューイチスタジオCM（2019年4月）
  - 「おいしい牛乳」シューイチスタジオCM（2018年6月）
- 損保ジャパン日本興亜ひまわり生命「Linkx 笑顔をまもる認知症保険」（2018年9月）
- 日本食研「から揚げ作り。」スッキリスタジオCM（2018年5月）
- 大塚製薬「EQUELLE」スッキリスタジオCM（2017年5月）
- ロート製薬「ケアセラ・ボディウォッシュ」シューイチスタジオCM（2014年11月）
- 日本テレビ放送網
  - 「汐博」（2012年7月）
  - 「日テレ地デジ夏祭り」（2010年8月）
  - 「日テレ系エコウィーク」（2010年6月）
  - 「第2日本テレビ」（2008年1月）
  - 「キユーピー3分クッキング」（2010年1月、2009年11月・10月・8月・5月・4月・3月・2月・1月、2008年12月・11月・10月・9月・7月・6月、2007年9月・7月、2006年9月、2001年11月・9月・7月、2000年4月）
- デジタル放送推進協会（2011年4月、2010年10月、2010年7月、2009年8月・7月、2006年10月・6月・4月・2月）
- 大和ハウス工業（2011年3月）
- 明治乳業（2011年3月、2010年2月）
- 日産自動車（2009年7月・6月）